# Anders Nilsson (Eishockeyspieler, 1990)
Anders Nilsson (* 19. März 1990 in Luleå) ist ein ehemaliger schwedischer Eishockeytorwart. Zwischen 2011 und 2019 bestritt er 161 Partien für sechs Teams in der National Hockey League (NHL), ehe er seine aktive Karriere verletzungsbedingt frühzeitig beenden musste. Mit der schwedischen Nationalmannschaft gewann er zudem die Goldmedaille bei der Weltmeisterschaft 2018. Sein Vater Peder Nilsson und sein Bruder Jens Nilsson waren ebenfalls professionelle Eishockeyspieler.

## Karriere
Anders Nilsson begann seine Karriere als Eishockeyspieler in seiner Heimatstadt in der Nachwuchsabteilung des Luleå HF, für dessen Profimannschaft er in der Saison 2008/09 sein Debüt in der Elitserien gab. Bei seinem einzigen Einsatz blieb der Torwart in 28 Minuten ohne Gegentor. In der folgenden Spielzeit stand er in 27 Partien für Luleå zwischen den Pfosten und wies einen Gegentorschnitt von 2,65 auf. In der Saison 2010/11 konnte er sich erneut steigern und ließ in der Hauptrunde im Schnitt nur 1,92 Gegentore pro Spiel zu, was den besten Wert aller Elitserien-Torhüter darstellte. Seine Fangquote lag bei 91,8 Prozent. In den Playoffs führte er seine Mannschaft in das Halbfinale, wobei er seine Fangquote auf 93,1 Prozent verbessern konnte und einen Gegentorschnitt von 1,96 pro Spiel erreichte. Somit gehörte er auch in den Playoffs zu den besten Torhütern der Liga.
Im KHL Junior Draft 2011 wurde Nilsson in der ersten Runde als insgesamt zehnter Spieler vom HK Dinamo Minsk ausgewählt. Im Mai 2011 unterschrieb er einen Vertrag bei den New York Islanders aus der National Hockey League, die ihn im NHL Entry Draft 2009 in der dritten Runde als insgesamt 62. Spieler ausgewählt hatten. Anschließend wechselte er in die Organisation der Islanders und wurde von diesen meist bei den Bridgeport Sound Tigers in der American Hockey League (AHL) eingesetzt. Erst im Laufe der Saison 2013/14 etablierte er sich als zweiter Torhüter der Islanders hinter Jewgeni Nabokow. Nach der Saison 2013/14 lief sein Vertrag, den er 2011 mit den Islanders geschlossen hatte, aus und Nilsson erhielt ein lukratives Angebot von Ak Bars Kasan aus der Kontinentalen Hockey-Liga, dass er Ende Mai 2014 annahm.
In seiner ersten KHL-Saison erreichte Nilsson mit Kasan das Finale um den Gagarin-Pokal und verzeichnete den geringsten Gegentorschnitt (1,54) sowie die meisten Shuouts (6) der Playoffs, musste sich allerdings trotzdem dem SKA Sankt Petersburg mit 1:4 geschlagen geben. Zudem wählte man ihn nach der Saison ins KHL First All-Star Team.
Im Juli 2015 gaben die Chicago Blackhawks, die die NHL-Rechte an ihm im Oktober 2014 von den Islanders erworben hatten, diese Rechte im Tausch für Liam Coughlin an die Edmonton Oilers ab. Wenige Tage später gaben die Oilers bekannt, sich mit Nilsson auf einen Einjahresvertrag geeinigt zu haben.
Bereits im Februar 2016 wurde Nilsson jedoch an die St. Louis Blues abgegeben, wobei die Oilers im Gegenzug Nachwuchs-Torhüter Niklas Lundström sowie ein Fünftrunden-Wahlrecht für den NHL Entry Draft 2016 erhielten. Direkt nach der Verpflichtung schickten die Blues Nilsson allerdings in die AHL zu den Chicago Wolves. Die Blues reagierten mit der Verpflichtung auf die Verletzung von Brian Elliott.
Nach der Saison 2015/16 wechselte Nilsson im Tausch für ein Fünftrunden-Wahlrecht im NHL Entry Draft 2017 zu den Buffalo Sabres, die ihn mit einem Einjahresvertrag ausstatteten. Dieser wurde in der Folge nicht verlängert, sodass der Schwede im Juli 2017 als Free Agent zu den Vancouver Canucks wechselte. Dort verbrachte der Schwede etwa eineinhalb Spielzeiten, bevor er im Januar 2019 samt Darren Archibald an die Ottawa Senators abgegeben wurde. Im Gegenzug wechselten Mike McKenna, Tom Pyatt und ein Sechstrunden-Wahlrecht für den NHL Entry Draft 2019 nach Vancouver. Am Ende der laufenden Saison unterzeichnete er anschließend einen neuen Zweijahresvertrag in Ottawa, der ihm ein durchschnittliches Jahresgehalt von 2,6 Millionen US-Dollar einbringen soll.
Nach 20 Partien in der Spielzeit 2019/20 zog er sich allerdings im Dezember 2019 eine Gehirnerschütterung zu, aufgrund derer er den Rest der Saison ausfiel. Im Dezember 2020 gaben ihn die Senators schließlich samt Marián Gáborík an die Tampa Bay Lightning ab, wobei bekannt wurde, dass der Schwede nach wie vor an Folgen der Gehirnerschütterung leide und in der Spielzeit 2020/21 voraussichtlich nicht zum Einsatz kommen wird. Letzteres bestätigte sich in der Folge. Im Gegenzug erhielt Ottawa Cédric Paquette, Braydon Coburn sowie ein Zweitrunden-Wahlrecht im NHL Entry Draft 2022, während die Lightning genug Gehaltsvolumen freigaben, um den salary cap einzuhalten. Im weiteren Verlauf zwang die Verletzung bzw. deren Spätfolgen den Schweden gar, seine aktive Karriere im August 2021 für beendet zu erklären.

### International

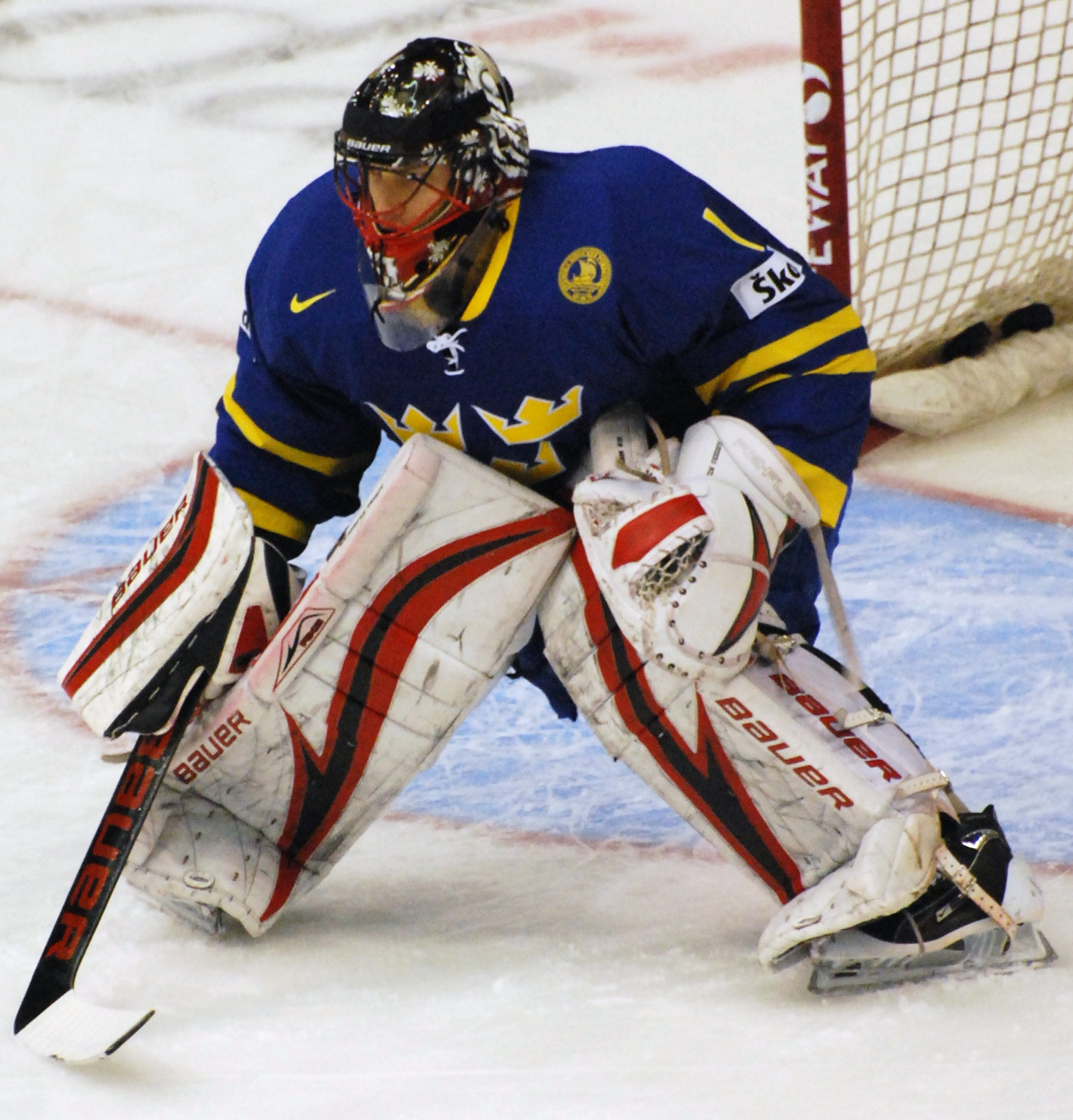
Anders Nilsson bei der U20-Junioren-Weltmeisterschaft 2010

Für Schweden nahm Nilsson im Juniorenbereich an der U20-Junioren-Weltmeisterschaft 2010 teil, bei der er mit seiner Mannschaft die Bronzemedaille gewann. Im Seniorenbereich stand er erstmals bei der Weltmeisterschaft 2011 im Aufgebot seines Landes. Während des Turniers, bei dem Schweden die Silbermedaille gewann, blieb er als Ersatztorwart ohne Einsatz.
Sein nächster Einsatz auf internationaler Bühne war die Weltmeisterschaft 2014, bei der er sich als Stammtorhüter der Tre Kronor etablierte und mit dem Nationalteam die Bronzemedaille gewann. Vier Jahre später folgte bei der Weltmeisterschaft 2018 die Goldmedaille, wobei Nilsson alle Torhüter des Turniers in Shutouts (3), Fangquote (95,4 %) und Gegentorschnitt (1,09) anführte und daher auch ins All-Star-Team der WM gewählt wurde.

## Erfolge und Auszeichnungen
- 2011 Geringster Gegentorschnitt der Elitserien
- 2015 KHL First All-Star Team
- 2015 KHL-Torwart des Monats Februar
- 2015 KHL-Torwart des Monats März

### International
| - 2010 Bronzemedaille bei der U20-Junioren-Weltmeisterschaft - 2011 Silbermedaille bei der Weltmeisterschaft - 2014 Bronzemedaille bei der Weltmeisterschaft - 2018 Goldmedaille bei der Weltmeisterschaft | - 2018 All-Star-Team der Weltmeisterschaft - 2018 Geringster Gegentorschnitt der Weltmeisterschaft - 2018 Höchste Fangquote der Weltmeisterschaft |

## Karrierestatistik

### International
Vertrat Schweden bei:
| - U20-Junioren-Weltmeisterschaft 2010 - Weltmeisterschaft 2011 - Weltmeisterschaft 2014 | - Weltmeisterschaft 2015 - Weltmeisterschaft 2018 |

(Legende zur Torhüterstatistik: GP oder Sp = Spiele insgesamt; W oder S = Siege; L oder N = Niederlagen; T oder U oder OT = Unentschieden oder Overtime- bzw. Shootout-Niederlage; Min. = Minuten; SOG oder SaT = Schüsse aufs Tor; GA oder GT = Gegentore; SO = Shutouts; GAA oder GTS = Gegentorschnitt; Sv% oder SVS% = Fangquote; EN = Empty Net Goal; 1 Play-downs/Relegation; Kursiv: Statistik nicht vollständig)